# Хектор I фон Глайхен-Рембда
Хектор I фон Глайхен-Рембда (на немски: Hektor I von Gleichen-Rembda; * 1492; † ок. декември 1548) е граф и господар на Ремда-Бланкенхайн-Шауенфорст.

## Произход
Той е вторият син на граф Ернст XI (X/XII) фон Глайхен-Бланкенхайн-Рембда-Алтернберг († 1492) и съпругата му Катарина фон Ризенбург († сл. 1297). Брат е на Ернст XIII († 1504), граф на Глайхен-Рембда-Бланкенхайн, и на Адолф II († 1523/1537).

## Фамилия
Хектор I фон Глайхен-Рембда се жени ок. 1510 г. в Глайхен за Луция († сл. 1549). Те имат седем деца:
- Ернст XV († 1551)
- Хектор II фон Глайхен-Рембда († 1560), женен за Сабина фон Кирхберг, дъщеря на бургграф Зигмунд I фон Кирхберг († 1567)
- Йоахим († пр. 1544), женен 1517 г. за Амалия фон Мансфелд-Фордерорт († сл. 1554), дъщеря на граф Ернст II фон Мансфелд-Фордерорт († 1531)
- Катарина
- Елизабет фон Глайхен-Рембда († 26 юни 1578), омъжена пр. 3 ноември 1556 г. в Кведлинбург за граф Хайнрих (X) фон Щолберг († 1572), син на граф Бото (VIII) фон Щолберг († 1538)
- Магдалена (* 1523; † 10 август 1567), омъжена за Йоахим фон Машау-Хоброт († 1542)
- Гебхард I († ок. 1565), женен за Хедвиг фон Китлитц